# Smith Bluffs
Die Smith Bluffs sind eine Reihe vereister Kliffs mit zahlreichen Felsvorsprüngen auf Dustin Island vor der Eights-Küste des westantarktischen Ellsworthlands. Sie markieren die Nordseite der Insel und die südliche Begrenzung der Seraph Bay.
Entdeckt wurden sie im Februar 1960 bei Hubschrauberflügen von der USS Burton Island und der USS Glacier bei der Expedition der United States Navy in die Bellingshausen-See. Das Advisory Committee on Antarctic Names benannte die Kliffs 1960 nach Philip Meek Smith (1932–2014) von der National Science Foundation, der als Repräsentant des United States Antarctic Research Program an dieser Forschungsreise beteiligt war.